# Pilot Rock (Arizona)
Pour l’article homonyme, voir Pilot Rock.
Pilot Rock est un sommet montagneux américain dans le comté de Navajo, en Arizona. Il culmine à 1 900 mètres d'altitude sur le plateau du Colorado. Il est protégé au sein du parc national de Petrified Forest et de la Petrified Forest National Wilderness Area, dont il est le point culminant.